# Ustawa o prokuraturze
Ustawa z dnia 20 czerwca 1985 r. o prokuraturze (tytuł poprzedni: Ustawa z dnia 20 czerwca 1985 r. o Prokuraturze Polskiej Rzeczypospolitej Ludowej) – polska ustawa uchwalona przez Sejm PRL, regulująca funkcjonowanie i organizację prokuratury w latach 1985-2016.

## Zakres regulacji
Ustawa określała:
- organizację prokuratury
- działalność prokuratury
- odpowiedzialność prokuratury
- działalność asesorów prokuratury i asystentów prokuratorów, urzędników i innych pracowników prokuratury
- zasady przetwarzania danych osobowych
- zasady dotyczące budżetu powszechnych jednostek organizacyjnych prokuratury
- zasady działania prokuratorów wojskowych i wojskowych jednostek organizacyjnych prokuratury.

## Uchylenie ustawy
Ustawa utraciła moc 4 marca 2016 r. Została zastąpiona przez ustawę z dnia 28 stycznia 2016 r. – Prawo o prokuraturze (Dz.U. z 2022 r. poz. 1247).

## Nowelizacje
Ustawę wielokrotnie znowelizowano. Ostatnia zmiana weszła w życie w 2012 roku.